# Marek Hłasko
Marek Jakub Hłasko (14. ledna 1934 Varšava – 14. června 1969 Wiesbaden) byl polský prozaik, esejista a filmový scenárista.
Z kázeňských důvodů nedokončil studium a pracoval jako řidič, v roce 1952 se stal dopisovatelem deníku Trybuna Ludu a v roce 1954 publikoval svoji první povídku Baza Sokołowska, v níž otevřeně vylíčil život dělnické mládeže. O rok později se stal redaktorem generačního názorového časopisu Po Prostu. Získal pozici mluvčího nonkonformních mladých intelektuálů, symbolizoval odklon od doktríny socialistického realismu a byl pro svůj bohémský styl života označován za polského Jamese Deana. Jeho společenskokritický román Ósmy dzień tygodnia zfilmoval v roce 1957 Aleksander Ford, promítání snímku však bylo zakázáno až do roku 1983. V roce 1958 získal Hłasko Literární cenu polských nakladatelů.
Od roku 1958 žil v exilu (Západní Německo, Izrael, USA). Stesk po vlasti u něj vedl k prohlubujícím se psychickým potížím, alkoholismu i destruktivním a sebedestruktivním náladám. V roce 1968 v New Yorku při jedné opilecké hádce udeřil svého přítele, hudebníka Krzysztofa Komedu, který spadl ze srázu a utrpěl smrtelné zranění hlavy. Zbytek života strávil Hłasko výčitkami a 14. června 1969 byl nalezen ve svém bytě mrtev. Nejpravděpodobnější příčinou smrti bylo požití barbiturátů a alkoholu; nenašel se dopis na rozloučenou, takže je sporné, zda šlo o smrt dobrovolnou.
V letech 1961 až 1965 byla jeho manželkou německá herečka Sonja Ziemannová.
Polská punkrocková skupina The Analogs mu věnovala album Hlaskover Rock (2000).

## Knihy
- Pierwszy krok w chmurach
- Ósmy dzień tygodnia
- Następny do raju
- Cmentarze
- Drugie zabicie psa
- Piękni dwudziestoletni
- Konvertita z Jaffy (Nawrócony w Jaffie, česky nakladatelství Argo 2000, přeložil Jindřich Vacek)